# Pohjantähti Areena
La Pohjantähti Areena précédemment connu sous les noms Ritari-areena, Patria-areena et Ritarihalli est une patinoire du quartier de Pullerinmäki à Hämeenlinna en Finlande. Elle a été construite en 1979.

## Présentation
La patinoire accueille notamment l'équipe de hockey sur glace du Hämeenlinnan Pallokerho de la SM-Liiga. La patinoire a une capacité de 5 360 spectateurs.